# Celebration (Kylie Minogue-dal)
A Celebration című dal az ausztrál énekes-producer Kylie Minogue feldolgozása első 1992-ben megjelent Greatest Hits című válogatásalbumáról, mely a 2. kimásolt kislemez volt az albumról. A dal eredetileg negyedik "Let's Get To It" című stúdióalbumához készült, de végül nem szerepelt az albumon. A dal az Egyesült Királyság 20. helyezettje volt, Ausztráliában pedig a 21. helyen végzett. 
A "Celebration"-t sokszor emlegették Minogue egyik kedvenc dalaként, és több slágergyűjtemény albumon is hallható volt, köztük az Ultimate Kylie, a Best of Kylie Minogue, és a Step Back in Time: The Definitive Collection címűre. A dal techno-rave változata a Kylie Non-Stop History 50+1 albumon szerepel. Ez volt Minogue utolsó kislemeze a PWL kiadóval, és a vége a Stock Aitken Waterman szerzőkkel. A dalhoz készült klipet Rio de Janeiroban forgatták. 

### Formátumok és számlista
- 7 inch kislemez

1. "Celebration"
2. "Let's Get to It" – 3:50

- 12-inch bakelit

1. "Celebration" (Have a Party Mix)
2. "Let's Get to It" (12" Mix) – 4:52

- CD single

1. "Celebration"
2. "Celebration" (Have a Party Mix)
3. "Let's Get to It" (12" Mix) – 4:52

- Ausztrál CD single

1. "Celebration"
2. "Celebration" (Have a Party Mix)
3. "Too Much of a Good Thing"

- Japán CD maxi single

1. "Celebration"
2. "Celebration" (Have A Party Mix)
3. "Celebration" (Techno RAVE Remix)
4. "Let's Get To It" (7" Mix)
5. "Let's Get To It" (12" Mix)

## Slágerlista
| Slágerlista (1992–1994)               | Legjobb helyezések |
| ------------------------------------- | ------------------ |
| Ausztrália (ARIA)                     | 21                 |
| Belgium (Ultratop 50 Flanders)        | 26                 |
| Írország (IRMA)                       | 11                 |
| Egyesült Királyság (UK Singles Chart) | 20                 |
| UK Dance (Music Week)                 | 25                 |